# Trude Beiser
Trude Beiser (Lech am Arlberg, 2 september 1927) is een Oostenrijkse voormalige alpineskiester.

## Biografie
Beiser nam twee keer deel aan de Olympische Winterspelen (in 1948 en 1952), die tevens als Wereldkampioenschappen alpineskiën golden, de kampioenschappen waarop zij ook in 1950 present was.
Bij haar eerste deelname aan de Winterspelen in 1948 werd zij olympisch kampioene en wereldkampioene op de combinatie en won ze de zilveren medaille op de afdaling. In 1950 veroverde zij haar eerste wereldtitel op de afdaling en won ze de zilveren medaille op de reuzenslalom. In 1952 bij haar tweede deelname aan de Winterspelen werd ze voor de tweede keer olympisch kampioene, ditmaal op de afdaling. Het was tevens haar tweede wereldtitel op de afdaling.

## Kampioenschappen
1948: Hedy Schlunegger ·
1952: Trude Beiser ·
1956: Madeleine Berthod ·
1960: Heidi Biebl ·
1964: Christl Haas ·
1968: Olga Pall ·
1972: Marie-Therese Nadig ·
1976: Rosi Mittermaier ·
1980: Annemarie Moser-Pröll ·
1984: Michela Figini ·
1988: Marina Kiehl ·
1992: Kerrin Lee-Gartner ·
1994: Katja Seizinger ·
1998: Katja Seizinger ·
2002: Carole Montillet ·
2006: Michaela Dorfmeister ·
2010: Lindsey Vonn ·
2014: Dominique Gisin & Tina Maze ·
2018: Sofia Goggia ·
2022: Corinne Suter
1936: Christl Cranz ·
1948: Trude Beiser ·
1988: Anita Wachter ·
1992: Petra Kronberger ·
1994: Pernilla Wiberg ·
1998: Katja Seizinger ·
2002: Janica Kostelić ·
2006: Janica Kostelić ·
2010: Maria Riesch ·
2014: Maria Höfl-Riesch ·
2018: Michelle Gisin ·
2022: Michelle Gisin